# Apis mellifera scutellata
La abeja africana o abeja melífera de las tierras bajas de África Oriental (Apis mellifera scutellata) es una subespecie de abeja doméstica.  Es original de África meridional, central y oriental. Esta subespecie fue introducida en Brasil en 1956 y los híbridos producto del cruzamiento con la abeja europea son los que denominamos abejas africanizadas. Se trata de una abeja con un comportamiento defensivo muy agresivo que ha causado y causa muertes de seres humanos y animales.

## Apariencia
La apariencia de la abeja africana es muy similar a la abeja europea. Sin embargo es un poco más pequeña. La longitud media del cuerpo de una obrera es 19 mm. Su parte superior del cuerpo está cubierta de pelusa y su abdomen está rayado de negro.

## Hábitat
El hábitat nativo de Apis mellifera scutellata incluye las regiones sur y este de África. La especie se importó primero a través del Océano Atlántico a Brasil antes de extenderse a América Central, América del Sur y las zonas del sur de los Estados Unidos. La abeja melífera africanizada prospera en áreas tropicales y no está bien adaptada para áreas frías que reciben fuertes lluvias.
En África, Apis mellifera scutellata ocupa el bosque perenne siempre-verde y sabana húmeda cuyo piso altitudinal va de los 500 a los 2400 m s. n. m. Las poblaciones de Apis mellifera sudanensis reconocidas por Radloff and Hepburn (1997) fueron actualmente clasificadas como Apis mellifera scutellata.

## Picadura
Una picadura de abeja africana no es más venenosa que una sola picadura de abeja europea. Sin embargo estas responden más rápidamente cuando son perturbadas que las abejas europeas y envían de tres a cuatro veces más obreras en respuesta a una amenaza.
Perseguirán a un intruso a mayor distancia de la colmena que la abeja europea. aunque las personas que murieron a causa de la picadura recibieron entre cien y trescientas picaduras, se ha estimado que la dosis letal promedio para un adulto es de entre quinientas y mil cien picaduras de abeja.

## Parasitización
Una abeja de Apis mellifera capensis (La abeja melífera del Cabo) ha monopolizado el parasitismo social de los huéspedes de Apis mellifera scutellata en la región sur de Sudáfrica. Específicamente, una cepa de trabajadores de A. mellifera capensis produce feromonas cruciales, alcanza el estado reproductivo y derroca a una reina de A. mellifera scutellata. El parasitismo social en los insectos sociales puede involucrar varias formas de explotación que interrumpen la división normal del trabajo en la colonia. El reciente desarrollo de la tecnología para estudiar la composición genética de las colonias ha revelado que la contribución de la descendencia de los parásitos trabajadores reproductores merece más atención.

### métodos y resultados
Aunque muchas feromonas contribuyen a la reproducción, las feromonas producidas en la glándula mandibular de las reinas se han relacionado estrechamente con la reproducción, y son producidas por trabajadores que se reproducen. Las feromonas evitan que otros las ataquen, inducen a los trabajadores a reconocerlas como reina y les dan acceso a alimentos de mayor calidad. También impiden que otros trabajadores se vuelvan reproductivos. Los parásitos obreros de A. mellifera capensis crean clones femeninos y usurpan a la reina de A. mellifera scutellata . Los parásitos obreros y su creciente número de clones se convierten en los únicos individuos reproductores de la colonia. La destrucción de la división del trabajo conduce a recursos reducidos que eventualmente obligan a la colonia a irse o perecer.

## Evolución
La hipótesis subyacente para el comportamiento agresivo de las abejas africana se basa en la idea de que esta raza de abejas evolucionó en un ambiente árido, donde la comida de las abejas era escasa. En esta situación, la selección favorecía a las colonias más agresivas, que protegían su fuente de alimento y colmena de los depredadores y las abejas ladronas de otras colonias. Este comportamiento permitió a las colonias más agresivas sobrevivir  posteriormente las colonias menos agresivas fueron finalmente seleccionadas por selección natural.

## Características de la raza en el continente americano
Originarias del este de África, son más productivas, pero mucho más agresivas. Sus celdas son de menor dimensión que las de abejas europeas. Las abejas obreras tienen un ciclo más precoz de dieciocho  días y medio a diecinueve días, que las abejas europeas que es de veintiún días, esto le confiere una ventaja adaptativa tanto en la producción de abejas, como en la tolerancia al ácaro Varroa destructor.
Tienen una respuesta más rápida y eficaz a la feromona de alarma.[cita requerida] Atacan en masa, son persistentes y sucesivas, pudiendo estimular a obreras de colonias vecinas.
No almacenan tanto alimento como las europeas, convierten el alimento rápidamente en crías, aumentando la población y liberando varios enjambres en una estación.
Tienen hábitos migratorios, ante condiciones medioambientales no favorables. Presentan una variabilidad genética mayor, y son influenciadas por factores ambientales internos y externos.